# Copa del Rey 2010/11
De Copa del Rey 2010/11 was het 109e seizoen (inclusief 1910 en 1913) van dit voetbalbekertoernooi. Het toernooi ving aan op 25 augustus en eindigt op 20 april met de finale in het Estadio Mestalla in Valencia. Titelverdediger was FC Sevilla, dat in de finale van 2010 won van Atlético Madrid.
Real Madrid won de finale na verlenging van aartsrivaal FC Barcelona. Cristiano Ronaldo scoorde het winnende doelpunt in de 103e minuut.

## Eerste ronde
De wedstrijden werden op 25 augustus gespeeld . CD Alcoyano, CCD Cerceda, Jumilla CF, Lucena CF, UD Melilla, Polideportivo Ejido en Real Jaén kregen deze ronde vrije doorgang.
| Team 1                       | Res.         | Team 2               |
| ---------------------------- | ------------ | -------------------- |
| CD Badajoz                   | 4-0          | CD Corralejo         |
| AD Ceuta                     | 4-1          | Atlético Mancha Real |
| Club Portugalete             | 3-2          | SD Noja              |
| CE L'Hospitalet              | 2-1          | CD Dénia             |
| Real Unión                   | 1-0          | Burgos CF            |
| Universidad de Las Palmas CF | 1-0          | CD Leganés           |
| Caudal Deportivo             | 4-3 nv       | CF Palencia          |
| Real Oviedo                  | 1-0 nv       | SD Eibar             |
| CD Teruel                    | 0-0 ns (5-4) | CD Atlético Baleares |
| Benidorm CD                  | 0-0 ns (3-5) | Orihuela CF          |
| UD Puertollano               | 0-0 ns (0-3) | Real Murcia          |
| Deportivo Alavés             | 0-1          | UD Logroñés          |
| Pontevedra CF                | 0-1          | CD Guadalajara       |
| CF Gandía                    | 1-2          | UE Sant Andreu       |
| La Roda CF                   | 1-2          | CD Alcalá            |
| Ontinyent CF                 | 0-2          | CD Castellón         |
| SD Oyonesa                   | 0-3          | CD Tudelano          |
| AD Parla                     | 1-5          | Cádiz CF             |

## Tweede ronde
De wedstrijden werden op 1 september gespeeld. Orihuela CF kreeg deze ronde vrije doorgang.
| Team 1                 | Res.         | Team 2                       |
| ---------------------- | ------------ | ---------------------------- |
| Elche CF               | 4-1          | CD Tenerife                  |
| Real Valladolid        | 5-3          | UD Las Palmas                |
| Cádiz CF               | 3-1          | CE L'Hospitalet              |
| CD Badajoz             | 2-0 nv       | Real Jaén                    |
| AD Ceuta               | 2-1          | CD Guadalajara               |
| Real Betis             | 2-1          | UD Salamanca                 |
| Polideportivo Ejido    | 1-0          | CD Alcoyano                  |
| SD Ponferradina        | 1-0          | Recreativo de Huelva         |
| AD Alcorcón            | 3-2 nv       | Celta de Vigo                |
| Córdoba CF             | 1-0 nv       | CD Numancia                  |
| UD Logroñés            | 0-0 ns (4-3) | CCD Cerceda                  |
| Real Oviedo            | 2-2 ns (4-5) | Real Murcia                  |
| Girona FC              | 1-1 ns (3-5) | SD Huesca                    |
| Caudal Deportivo       | 0-1 nv       | Universidad de Las Palmas CF |
| Jumilla CF             | 0-1 nv       | UD Melilla                   |
| CD Alcalá              | 1-3 nv       | UE Sant Andreu               |
| CD Teruel              | 0-1          | Real Unión                   |
| Gimnàstic de Tarragona | 1-2          | Xerez CD                     |
| CD Castellón           | 2-3          | Club Portugalete             |
| Albacete Balompié      | 0-2          | Granada CF                   |
| CD Tudelano            | 0-2          | Lucena CF                    |
| FC Cartagena           | 1-3          | Rayo Vallecano               |

## Derde ronde
De wedstrijden werden op 8 en 15 september gespeeld. Club Portugalete kreeg deze ronde vrije doorgang.
| Team 1              | Res.         | Team 2                       |
| ------------------- | ------------ | ---------------------------- |
| Polideportivo Ejido | 1-0          | Cádiz CF                     |
| Real Valladolid     | 1-0          | SD Huesca                    |
| Córdoba CF          | 2-1 nv       | Rayo Vallecano               |
| Real Unión          | 1-0 nv       | Orihuela CF                  |
| AD Alcorcón         | 1-1 ns (3-1) | SD Ponferradina              |
| UD Melilla          | 2-2 ns (6-7) | AD Ceuta                     |
| Granada CF          | 2-2 ns (4-5) | Real Betis                   |
| Lucena CF           | 0-1          | Universidad de Las Palmas CF |
| UE Sant Andreu      | 0-1          | Real Murcia                  |
| Elche CF            | 1-2          | Xerez CD                     |
| CD Badajoz          | 0-2          | UD Logroñés                  |

## Vierde ronde
In deze ronde stroomden de 20 clubs uit de Primera División 2010/11 in. De heenwedstrijden werden op 26, 27 en 28 oktober gespeeld, de terugwedstrijden op 9, 10 en 11 november.
| Team 1                       | Tot.    | Team 2              | 1e wedstr. | 2e wedstr. |
| ---------------------------- | ------- | ------------------- | ---------- | ---------- |
| RCD Mallorca                 | 5-3     | Sporting Gijón      | 3-1        | 2-2        |
| Córdoba CF                   | 3-3(u)  | Racing Santander    | 2-0        | 1-3 nv     |
| Real Betis                   | 2-2 (u) | Real Zaragoza       | 0-1        | 2-1        |
| Xerez CD                     | 4-4 (u) | Levante UD          | 2-3        | 2-1        |
| Club Portugalete             | 1-1 (u) | Getafe CF           | 1-1        | 0-0        |
| CA Osasuna                   | 2-3     | Deportivo La Coruña | 1-1        | 1-2        |
| Hércules CF                  | 2-3     | Málaga CF           | 0-0        | 2-3        |
| Real Valladolid              | 1-3     | RCD Espanyol        | 0-2        | 1-1        |
| Polideportivo Ejido          | 1-3     | Villarreal CF       | 1-1        | 0-2        |
| Real Sociedad                | 3-5     | UD Almería          | 2-3        | 1-2        |
| AD Alcorcón                  | 0-3     | Athletic Bilbao     | 0-1        | 0-2        |
| Real Murcia                  | 1-5     | Real Madrid CF      | 0-0        | 1-5        |
| Universidad de Las Palmas CF | 1-6     | Atlético Madrid     | 0-5        | 1-1        |
| AD Ceuta                     | 1-7     | FC Barcelona        | 0-2        | 1-5        |
| UD Logroñés                  | 1-7     | Valencia CF         | 0-3        | 1-4        |
| Real Unión                   | 1-10    | Sevilla FC          | 0-4        | 1-6        |

## Vijfde ronde
De heenwedstrijden werden op 21 en 22 december gespeeld, de terugwedstrijden op 5 en 6 januari.
| Team 1          | Tot.    | Team 2              | 1e wedstr. | 2e wedstr. |
| --------------- | ------- | ------------------- | ---------- | ---------- |
| Real Madrid CF  | 8-2     | Levante UD          | 8-0        | 0-2        |
| Sevilla FC      | 8-3     | Málaga CF           | 5-3        | 3-0        |
| UD Almería      | 8-6     | RCD Mallorca        | 4-3        | 4-3        |
| Real Betis      | 4-3     | Getafe CF           | 1-2        | 3-1        |
| Atlético Madrid | 2-1     | RCD Espanyol        | 1-0        | 1-1        |
| Barcelona FC    | 1-1 (u) | Athletic Bilbao     | 0-0        | 1-1        |
| Valencia CF     | 2-4     | Villarreal CF       | 0-0        | 2-4        |
| Córdoba CF      | 2-4     | Deportivo La Coruña | 1-1        | 1-3 nv     |

## Kwartfinale
De heenwedstrijden werden op 12 en 13 januari gespeeld, de terugwedstrijden op 18,19 en 20 januari.
| Team 1         | Tot. | Team 2              | 1e wedstr. | 2e wedstr. |
| -------------- | ---- | ------------------- | ---------- | ---------- |
| FC Barcelona   | 6-3  | Real Betis          | 5-0        | 1-3        |
| Real Madrid CF | 4-1  | Atlético Madrid     | 3-1        | 1-0        |
| UD Almería     | 4-2  | Deportivo La Coruña | 1-0        | 3-2        |
| Villarreal CF  | 3-6  | Sevilla FC          | 3-3        | 0-3        |

## Halve finale
De heenwedstrijden werden op 26 januari gespeeld, de terugwedstrijden op 2 februari.
| Team 1       | Tot. | Team 2         | 1e wedstr. | 2e wedstr. |
| ------------ | ---- | -------------- | ---------- | ---------- |
| FC Barcelona | 8-0  | UD Almería     | 5-0        | 3-0        |
| Sevilla FC   | 0-3  | Real Madrid CF | 0-1        | 0-2        |

## Finale
|                          |              |                        |             |                                                                                          |
| 20 april 2011 21:30 MEZT | FC Barcelona | 0 – 1 (nv)             | Real Madrid | Estadio Mestalla, Valencia Toeschouwers: 55.000 Scheidsrechter: Alberto Undiano Mallenco |
| 20 april 2011 21:30 MEZT |              | 103' Cristiano Ronaldo |             | Estadio Mestalla, Valencia Toeschouwers: 55.000 Scheidsrechter: Alberto Undiano Mallenco |

## Topscorers
| Scorer               | Goals | Team                | Land       |
| -------------------- | ----- | ------------------- | ---------- |
| Cristiano Ronaldo    | 7     | Real Madrid         | Portugal   |
| Lionel Messi         | 7     | FC Barcelona        | Argentinië |
| Leonardo Ulloa       | 6     | UD Almería          | Argentinië |
| Karim Benzema        | 5     | Real Madrid         | Frankrijk  |
| Rubén Castro         | 5     | Real Betis          | Spanje     |
| Álvaro Negredo       | 5     | Sevilla FC          | Spanje     |
| Fernando Cavenaghi   | 4     | RCD Mallorca        | Argentinië |
| Adrián López Álvarez | 4     | Deportivo La Coruña | Spanje     |
| Jorge Molina Vidal   | 4     | Real Betis          | Spanje     |
| Pedro                | 4     | FC Barcelona        | Spanje     |

1979/80 · 
1980/81 · 
1981/82 · 
1982/83 · 
1983/84 · 
1984/85 · 
1985/86 · 
1986/87 · 
1987/88 · 
1988/89 · 
1989/90 · 
1990/91 · 
1991/92 · 
1992/93 · 
1993/94 · 
1994/95 · 
1995/96 · 
1996/97 · 
1997/98 · 
1998/99 · 
1999/00 · 
2000/01 · 
2001/02 · 
2002/03 · 
2003/04 · 
2004/05 · 
2005/06 · 
2006/07 · 
2007/08 · 
2008/09 · 
2009/10 · 
2010/11 · 
2011/12 · 
2012/13 · 
2013/14 · 
2014/15 · 
2015/16 · 
2016/17 · 
2017/18 · 
2018/19 ·
2019/20 ·
2020/21 ·
2021/22 ·
2022/23 ·
2023/24 ·
2024/25